# Panter (pojazd)
Panter (hebr. פנתר, pol. pantera) – izraelski opancerzony wielozadaniowy pojazd kołowy na podwoziu Oshkosh FMTV o napędzie 4 × 4, za którego konstrukcję i produkcję odpowiada Wydział Technologii i Logistyki Sił Obronnych Izraela. W służbie znajduje się od 2021 roku.

## Historia
W 2019 roku przedsiębiorstwo Oshkosh Defense otrzymało od Sił Obronnych Izraela kolejny kontrakt, o wartości 159 000 000 dolarów, na dostarczenie w latach 2020–2024 589 sztuk 8-tonowych pojazdów FMTV, które stanowią modyfikację ciężarówek M1085 . Na bazie tych podwozi Izraelczycy postanowili stworzyć nową konstrukcję, która zastąpiłaby używane dotychczas w wojsku opancerzone pojazdy kołowe Wolf .
Wydział Technologii i Logistyki Sił Obronnych Izraela rozpoczął prace nad modyfikacją podwozi Oshkosh FMTV. Celem było dostosowanie ich do działań patrolowych, konwojowych i transportowych na obszarach zurbanizowanych, a także w górzystym terenie. Z nowego pojazdu jako pierwsze miały skorzystać oddziały stacjonujące na Zachodnim Brzegu oraz wokół Strefy Gazy. W celu uniezależnienia się od dostaw z zagranicy wojsko zdecydowało o tym, iż wszystkie systemy wykorzystywane w nowym pojeździe będą pochodzić od krajowego przemysłu zbrojeniowego .
W 2019 roku przeprowadzono ostatnie testy prototypów  . W 2021 roku pojazdy zostały przyjęte do służby przez Siły Obronne Izraela .

## Opis konstrukcji

### Podwozie i nadwozie

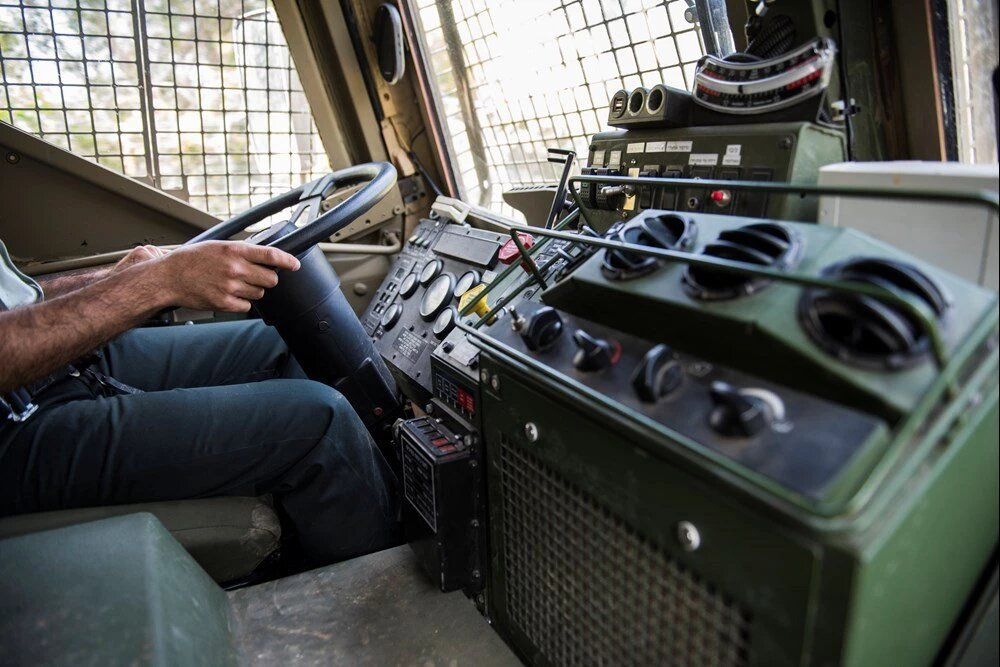
Kabina kierowcy

Podwozie pojazdu oparto na pojazdach Oshkosh FMTV o napędzie 4 × 4 importowanych ze Stanów Zjednoczonych .
Nadwozie zapewnia ochronę przed pociskami kalibru 5,56 mm, 7,62 mm i 12,7 mm  . Jest ono pomalowane dodatkowo farbą trudnopalną, która zapewnia osobom wewnątrz ochronę przed koktajlami Mołotowa .

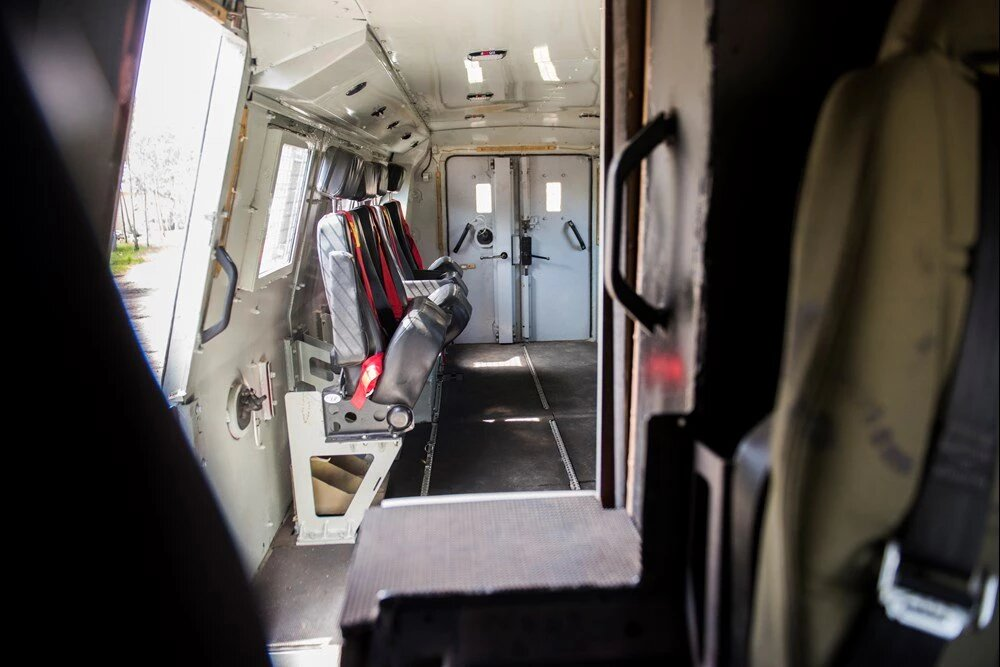
Widok na przedział desantu z kabiny kierowcy

Przedział desantu został zaprojektowany tak, aby móc przetransportować 12–14 żołnierzy lub 2–6 rannych na noszach. Żołnierze z przedziału będą mogli prowadzić ostrzał przez specjalne luki strzelnicze. We wnętrzu zainstalowano systemy klimatyzacji i ogrzewania, które mogą działać nawet jeśli pojazd nie będzie uruchomiony. Kabina kierowcy oraz desantu są wyłożone materiałami izolacyjnymi, chroniącymi przed działaniem czynników zewnętrznych. Komunikacja pomiędzy obiema kabinami zapewniona jest przez wewnętrzny interkom. Dowódca oraz kierowca będą mogli dodatkowo obserwować otoczenie pojazdu dzięki systemowi kamer i ekranów LED. W takiej konfiguracji pojazd waży ok. 10 ton .
Konstrukcja pojazdu pozwala na zamontowanie na nim systemów Trophy lub Iron Fist .

### Osiągi
Prędkość, z jaką może się poruszać Panter to 90 km/h, ale ze względu na charakterystykę terenową Zachodniego Brzegu prędkość pojazdu jest ograniczona do 60–70 km/h  .

## Użycie bojowe
W czerwcu 2023 roku podczas połączonych działań Jamasu, Straży Granicznej oraz Sajjeret Canchanim w Dżaninie doszło do uszkodzenia i unieruchomienia jednego z pojazdów przez improwizowany ładunek wybuchowy. Siedmiu żołnierzy, którzy się w nim znajdowali zostało rannych .
W trakcie działań izraelskiego wojska podczas operacji „Żelazne Miecze” w Strefie Gazy bojownicy Hamasu zaatakowali konwój Sił Obronnych Izraela i zniszczyli jeden pojazd przy użyciu przeciwpancernego pocisku kierowanego (ppk) 9M133 Kornet.